# Микса, Франц
Франц Микса (нем. Franz Mixa; 3 июня 1902, Вена — 16 января 1994, Мюнхен) — австрийский композитор, дирижёр и музыкальный педагог.
Окончил Венскую академию музыки (1927), где учился у Ойзебиуса Мандычевского, Роберта Хегера, Йозефа Маркса и Франца Шмидта. Одновременно работал корепетитором в Венской Народной опере, дирижировал второстепенными оркестрами. В 1927—1929 годах дополнительно изучал теорию музыки в Венском университете у Гвидо Адлера, Роберта Лаха, Вильгельма Фишера, в 1929 году защитил диссертацию «Кларнет моцартовской эпохи» (нем. Die Klarinette zur Zeit Mozarts).
В 1929 году Микса был приглашён в Исландию для подготовки музыкальной части торжеств по случаю тысячелетия альтинга. Он проработал в Рейкьявике почти 10 лет, основав в нём консерваторию и музыкальное общество.
В 1938 году Микса вернулся в Австрию, договорившись обменяться местами работы с Виктором Урбанчичем, стремившимся покинуть Австрию после Аншлюса. Преподавал в Университете Граца и Штирийской консерватории. Будучи близок к нацистской партии, он в 1938—1942 годах возглавлял так называемую Государственную музыкальную палату (нем. Reichsmusikkammer) рейхсгау Штирия. Затем Микса был призван на военную службу и в 1945 году попал во французский плен.
После освобождения в 1947 году Микса вернулся в Грац, преподавал в конcерватории, в 1952—1957 годах возглавлял её, женился на преподававшей там же певице Герте Тёппер. В 1957 году Микса и Тёппер были вместе приглашены в Баварскую оперу и в дальнейшем жили в Мюнхене, где Микса некоторое время преподавал в местной консерватории.
Среди произведений Миксы — опера «Эйвинд и его жена» (нем. Eyvind und sein Weib; 1937—1939), Исландская рапсодия (1949—1950) и другие сочинения по исландским мотивам, а также пять симфоний, Немецкая месса (1949), оратория «Гимн Солнцу» (нем. Sonnengesang; 1945—1946, на слова Франциска Ассизского) и др.